# Marmirolo
Marmirolo là một đô thị tại tỉnh Mantova trong vùng Lombardia của Italia, có vị trí cách khoảng 130 km về phía đông của Milano và khoảng 7 km về phía tây bắc của Mantova. Sông Mincio chảy qua đô thị Marmirolo.
Marmirolo giáp các đô thị: Goito, Porto Mantovano, Roverbella, Valeggio sul Mincio, Volta Mantovana.